# David Williams (Pokerspieler)
David Anthony Williams (* 9. Juni 1980 in Arlington, Texas) ist ein professioneller US-amerikanischer Poker- und Magicspieler. Er gewann 2006 ein Bracelet bei der World Series of Poker und ist zweifacher Titelträger der World Poker Tour.

## Persönliches
Williams war Student an der Princeton University und studierte später Volkswirtschaft an der Southern Methodist University.

## Magic: The Gathering
Seinen ersten Ausflug zur Magic Pro Tour machte er Ende 1990. Schon bevor er 2001 bei der World Championship in Toronto mitspielte, verdiente er sich über 30.000 US-Dollar. Bei dieser Meisterschaft wurde Williams allerdings wegen gezinkter Karten disqualifiziert. Daraufhin wurde er auch von der Tour suspendiert. Nach seiner Sperre hatte er noch einige Erfolge bei Magic-Veranstaltungen, fokussierte sich aber auf Poker.

## Pokerkarriere
Williams spielte zunächst nur online um hohe Einsätze. Er lehrte sich selbst die Variante No Limit Hold’em. Später wurde er von Marcel Lüske trainiert und freundete sich mit Noah Boeken, einem weiteren Lehrlings Lüskes, an. Williams trat in das Licht der Öffentlichkeit durch sein Abschneiden bei der World Series of Poker (WSOP) 2004 in Las Vegas. Er qualifizierte sich online fürs Main Event und belegte dort den zweiten Platz hinter Greg Raymer für 3,5 Millionen US-Dollar Preisgeld. Vier Monate später erreichte Williams den zweiten Platz bei den Borgata Open auf der World Poker Tour (WPT) und gewann 573.800 US-Dollar. Im Frühjahr 2006 erreichte er zwei weitere Finaltische der WPT. Williams gewann sein erstes Bracelet bei der WSOP 2006 in Seven Card Stud, als er John Hoang im Heads-Up bezwang. Williams wurde nach der WSOP 2004 von Bodog und ab 2010 von PokerStars gesponsert, wo er auch als Team Pro fungierte. 2010 entschied er die WPT Championship für sich und gewann mehr als 1,5 Millionen US-Dollar.
Insgesamt hat sich Williams mit Poker bei Live-Turnieren mehr als 9 Millionen US-Dollar erspielt.